# Ebe Boccolini-Zacconi
Ebe Boccolini-Zacconi (Ancona, 1882 - ?) fou una soprano italiana.
Va estudiar a Bolonya amb Giordano Rizzo i probablement va debutar el 1906 com a Nedda a Pagliacci a la Politeama de Pisa. Tot i la seva joventut, aviat va ser escoltada en diverses cases italianes en papers com Charlotte a Werther, Wally, Manon, Madama Butterfly, Conchita (Zandonai), Desdemona i Tosca. La seva carrera va abastar la majoria de teatres italians i també va cantar a Holanda i Xile. La temporada 1924-1925 van cantar al Gran Teatre del Liceu de Barcelona. Es va retirar el 1930.
El seu marit era Ermete Zacconi, un destacat actor italià. Boccolini va gravar per a la Italian Gramophone Company, diversos dels discs també els ha publicat Victor.